# 張主敬 (光緒進士)
張主敬，字止庵，贵州贵阳人，清朝政治人物、進士出身。

## 生平
光緒二年（1876年）清德宗登極丙子恩科進士，二甲四十七名，后官直隸河間縣知縣。